# イヴ・ド・ラ・カジニエール
イヴ＝マリー・シロン・ド・ラ・カジニエール（Yves-Marie Chiron de la Casinière、1897年2月11日 - 1971年10月26日）は、フランスの音楽家、作曲家、音楽教育者。

## 経歴
カジニエールはアンジェに生まれ、パリ・エコールノルマル音楽院でナディア・ブーランジェに師事し、パリ音楽院でマックス・ドローネとジョルジュ・コサードに師事した。 1925年にカンタータ「アドニスの死」で第1回第2回ローマグランプリを受賞した。彼はパリ市の音楽レッスンの総監として働いていた。交響曲、器楽協奏曲、室内楽などの作品に加えて、ド・ラ・カジニエールはいくつかの音楽教育的な著作を執筆した。 カジニエールは1971年10月26日にパリで亡くなった。

## 主要作品
- 交響詩『ヘラクレスとケンタウロス』(Hercule et les Centaures, symphonic poem) 1920
- ピアノと管弦楽のための交響曲 1922
- カンタータ『ベアトリクス』(Béatrix)  1923
- カンタータ『ヴェローナの恋人たち』(Les Amants de Vérone)  1924
- ピアノとチェロのためのソナチネ 1924
- カンタータ『アドニスの死』(La mort d’Adonis, cantata) 1925
- 交響詩『ペルセウスとアンドロメダ』
- 月明かりの中で
- ピアノとヴァイオリンのためのソナチネ 1941
- ピアノ四重奏曲 1942
- ピアノ三重奏曲 1944
- ピアノのためのクラリネットのための7つの易しい小品 1956
- オーボエとピアノのための子守唄, 1957
- トランペットとピアノのための主題と変奏 1958
- パイプオルガンと管弦楽のための協奏曲 1958
- ピアノのための練習曲
- 謝肉祭

## 著書
彼は音楽理論とピアノ学習研究に関するいくつかの教則本を出版した。
- La Musique des origines A nos jours, Éditions Larousse, Paris 1946,
- Initiation à la lecture et à la dictée de la musique, 1958
- 25 minutes de travail pianistique et du disque, 1958
- La technique du clavier par l'image, méthode de piano, 1958
- La lecture musicale, série d'exercices progressifs ou complémentaires avec ou sans accompagnement de piano, 1958